# FC Tiamo Hirakata
FC Tiamo Hirakata (em japonês:  FCティアモ枚方 - FC TIAMO Hirakata) é um clube de futebol japonês, com sede em Hirakata. Atualmente disputa a JFL, a quarta divisão do país.

## História
Em 2004, 3 ex-jogadores do Gamba Osaka (Junichi Inamoto, Ryuji Bando e Toru Araiba) manifestaram interesse em fundar um clube, que surgiu inicialmente como FC Ibamina. Em 2006, passou a se chamar FC TIAMO, em letras maiúsculas. Sem Inamoto e Bando, Araiba pernameceu administrando o clube, fazendo uma alteração em 2015, quando incluiu o nome da cidade de Hirakata.
Durante sua passagem pelas Ligas Regionais, a pretensão do clube era chegar à JFL em 2019, o que viria a ocorrer em 2021 com o título da primeira divisão da Liga de Kansai.

## Títulos
- Primeira Divisão da Liga Regional de Kansai: 2020
- Segunda Divisão da Liga Regional de Kansai: 2014, 2016
- Shakaijin Cup: 2019